# Frederik Frans III van Mecklenburg-Schwerin

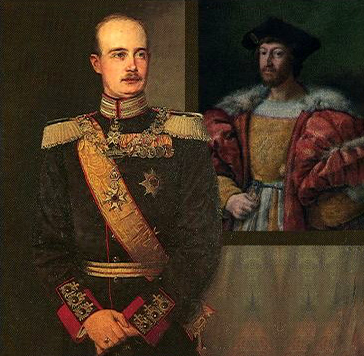
Portret in gala-uniform

Frederik Frans Paul Nicolaas Ernst Hendrik (Ludwigslust, 19 maart 1851 — Cannes, 10 april 1897) was van 1883 tot 1897 groothertog van Mecklenburg-Schwerin. Hij was de oudste zoon van groothertog Frederik Frans II en diens eerste vrouw Auguste van Reuß-Schleitz-Köstritz. De Nederlandse prins-gemaal Hendrik was zijn jongste halfbroer. Hij maakte in zijn jeugd reizen door Noord-Afrika en Azië en bracht wegens een borstkwaal ook na zijn troonsbestijging in 1883 veel tijd in het buitenland door. De regering lag in de handen van generaal Friedrich von Maltzahn (1848-1907). Op 24 januari 1879 trad hij te Sint-Petersburg in het huwelijk met grootvorstin Anastasia Michajlovna, kleindochter van tsaar Nicolaas I. Uit dit uiterst ongelukkige huwelijk, Frederik Frans was homoseksueel, werden de volgende kinderen geboren:
- Alexandrine Augusta (24 december 1879 - 28 december 1952), gehuwd met Christiaan X van Denemarken
- Frederik Frans (9 april 1882 – 17 november 1945), gehuwd met Alexandra van Hannover
- Cecilia Augusta Marie (20 september 1886 – 6 mei 1954), gehuwd met de Duitse kroonprins Wilhelm

Hij stierf op 10 april 1897 te Cannes, waar hij een kuur onderging. Hij werd opgevolgd door zijn minderjarige zoon Frederik Frans, namens wie Frederik Frans' broer Johan Albrecht tot 1901 het land bestuurde, zoals hij reeds sinds 1894 deed.
Rond de dood van Frederik Frans om 9 uur in de avond van 10 april 1897 is alleen met zekerheid bekend dat hij zwaargewond op de weg onder het terras van zijn hooggelegen villa werd gevonden en een half uur later stierf. De kranten schreven de volgende dag van een "zelfgekozen dood". De volgende dag maakte de hofhouding bekend dat Frederik Frans, die weer een van zijn levensbedreigende astma-aanvallen doorstond, zijn arts had weggestuurd. Vervolgens zou hij, in de woorden van de hofhouding, "duizelig op het terras zijn gaan lopen om lucht te krijgen, gewankeld hebben en over de balustrade zijn gevallen". De ernstig aan zijn ruggengraat verwonde vorst zou "na in de villa te zijn teruggebracht nog een half uur met zijn vrouw en kinderen hebben gesproken alvorens te sterven".

Het is mogelijk dat het hof een zelfgekozen dood van de wanhopige patiënt om religieuze en dynastieke redenen heeft ontkend. Een zelfdoding zou de huwelijkskansen van de talrijke Mecklenburgse prinsen en prinsessen hebben geschaad. Een mogelijk erfelijke astmatische aandoening, ook moeder Auguste van Reuß-Schleitz-Köstritz was aan een, voor het publiek verborgen gehouden, longkwaal gestorven, mocht niet worden benadrukt. Er is ook een religieuze achtergrond. Een zelfgekozen dood zou in 1897 een christelijke begrafenis moeilijk, zo niet onmogelijk, hebben gemaakt.

## Voorouders
| Voorouders van Frederik Frans III van Mecklenburg-Schwerin | Voorouders van Frederik Frans III van Mecklenburg-Schwerin                                              | Voorouders van Frederik Frans III van Mecklenburg-Schwerin                                              | Voorouders van Frederik Frans III van Mecklenburg-Schwerin                                              | Voorouders van Frederik Frans III van Mecklenburg-Schwerin                                              | Voorouders van Frederik Frans III van Mecklenburg-Schwerin                                                    | Voorouders van Frederik Frans III van Mecklenburg-Schwerin                                                    | Voorouders van Frederik Frans III van Mecklenburg-Schwerin                                                                 | Voorouders van Frederik Frans III van Mecklenburg-Schwerin                                                                 |
| ---------------------------------------------------------- | --- | --- | --- | --- | --- | --- | --- | --- |
| Overgrootouders                                            | Frederik Lodewijk van Mecklenburg-Schwerin (1778-1819) ∞ Helena Paulowna van Rusland (1784-1803)        | Frederik Lodewijk van Mecklenburg-Schwerin (1778-1819) ∞ Helena Paulowna van Rusland (1784-1803)        | Frederik Willem III van Pruisen (1770-1840) ∞ Louise van Mecklenburg-Strelitz (1776-1810)               | Frederik Willem III van Pruisen (1770-1840) ∞ Louise van Mecklenburg-Strelitz (1776-1810)               | Heinrich XLIV Reuss of Köstritz (-) ∞ Wilhelmine Friederike Marie Auguste Eleonore of Geuder-Rabensteiner (-) | Heinrich XLIV Reuss of Köstritz (-) ∞ Wilhelmine Friederike Marie Auguste Eleonore of Geuder-Rabensteiner (-) | Henrich zu Stolberg-Wernigerode (1772-1854) ∞ Caroline Alexandrine Henriette Jeanette von Schönburg-Waldenburg (1780-1809) | Henrich zu Stolberg-Wernigerode (1772-1854) ∞ Caroline Alexandrine Henriette Jeanette von Schönburg-Waldenburg (1780-1809) |
| Grootouders                                                | Paul Frederik van Mecklenburg (1800-1842) ∞ Alexandrine van Pruisen (1803-1892)                         | Paul Frederik van Mecklenburg (1800-1842) ∞ Alexandrine van Pruisen (1803-1892)                         | Paul Frederik van Mecklenburg (1800-1842) ∞ Alexandrine van Pruisen (1803-1892)                         | Paul Frederik van Mecklenburg (1800-1842) ∞ Alexandrine van Pruisen (1803-1892)                         | Hendrik LXIII van Reuss-Köstritz (1786-1841) ∞ Eleonore zu Stolberg-Wernigerode (1801-1827)                   | Hendrik LXIII van Reuss-Köstritz (1786-1841) ∞ Eleonore zu Stolberg-Wernigerode (1801-1827)                   | Hendrik LXIII van Reuss-Köstritz (1786-1841) ∞ Eleonore zu Stolberg-Wernigerode (1801-1827)                                | Hendrik LXIII van Reuss-Köstritz (1786-1841) ∞ Eleonore zu Stolberg-Wernigerode (1801-1827)                                |
| Ouders                                                     | Frederik Frans II van Mecklenburg-Schwerin (1823-1883) ∞ Auguste van Reuß-Schleitz-Köstritz (1822-1862) | Frederik Frans II van Mecklenburg-Schwerin (1823-1883) ∞ Auguste van Reuß-Schleitz-Köstritz (1822-1862) | Frederik Frans II van Mecklenburg-Schwerin (1823-1883) ∞ Auguste van Reuß-Schleitz-Köstritz (1822-1862) | Frederik Frans II van Mecklenburg-Schwerin (1823-1883) ∞ Auguste van Reuß-Schleitz-Köstritz (1822-1862) | Frederik Frans II van Mecklenburg-Schwerin (1823-1883) ∞ Auguste van Reuß-Schleitz-Köstritz (1822-1862)       | Frederik Frans II van Mecklenburg-Schwerin (1823-1883) ∞ Auguste van Reuß-Schleitz-Köstritz (1822-1862)       | Frederik Frans II van Mecklenburg-Schwerin (1823-1883) ∞ Auguste van Reuß-Schleitz-Köstritz (1822-1862)                    | Frederik Frans II van Mecklenburg-Schwerin (1823-1883) ∞ Auguste van Reuß-Schleitz-Köstritz (1822-1862)                    |
| Frederik Frans III van Mecklenburg-Schwerin (1851-1897)    | | | | | | | | |